# Carmen Mory
Carmen Mory, kallad "Monstret" (tyska Das Monster), född 2 juli 1906 i Adelboden, död 9 april 1947 i Hamburg, var en schweizisk Gestapo-agent och kapo i koncentrationslägret Ravensbrück.

## Biografi
Mory provade till en början på en karriär inom sång och musik. I början av 1930-talet reste hon till Berlin för att där tjänstgöra som  sekreterare, men istället rekryterades hon som spion av Gestapo. Hon fick i uppgift att spionera på tyska emigranter i Paris.
Hon greps i Paris 1938 och dömdes av en fransk domstol i april 1940 till döden för spioneri. I juni samma år benådades hon av president Albert Lebrun och gavs istället ett fängelsestraff. I samband med den tyska invasionen i Paris flydde Mory till Tyskland. Hon fortsatte sitt värv för Gestapo, men blev inom kort anklagad för att vara dubbelagent. Hon greps och internerades i februari 1941 i koncentrationslägret Ravensbrück.
I Ravensbrück blev hon med tiden kapo och Blockälteste, det vill säga chef för en barack, samt fångsjuksyster. Vittnesmålen om Morys verksamhet i Ravensbrück är motstridiga. Å ena sidan var hon den "mest fruktade kvinnan i Ravensbrück", å andra sidan använde hon sitt inflytande för att underlätta situationen för fångarna.

### Rättegång
I december 1946 ställdes Mory och 15 andra misstänkta krigsförbrytare inför rätta vid Första Ravensbrückrättegången. Mory anklagades bland annat för att ha deltagit i selektioner och bestämt vilka fångar som skulle gasas ihjäl. Enligt åtalet skall Mory även själv ha mördat 60 fångar. Den 3 februari 1947 dömdes Mory till döden genom hängning. Innan dödsstraffet gick i verkställighet, begick hon självmord genom att skära upp pulsådrorna.